# Pera Pedi
Pera Pedi (en griego: Πέρα Πεδί) es un pueblo en el Distrito de Limasol en Chipre, situado a 4 km al sureste de Platres. La carretera E802 atraviesa el pueblo enlazando Mandria al oeste con Trimiklini al este.

## Geografía
Pera Pedi se encuentra en el sur de la cordillera de Troodos, a unos 35 kilómetros al noroeste de Limasol y a una altitud de 770 metros. Está situado sobre todo en terreno nivelado y está rodeado de montañas cuya altitud oscila entre los 850 y 1.000 metros. El río Krios (frío), un afluente del río Kouris, atraviesa el pueblo.
Pera Pedi recibe una precipitación media anual de alrededor 800 milímetros; distintos tipos de vides, manzanas, peras y otras plantas se cultivan en la región. Fue uno de los primeros pueblos en los que se cultivó manzanas y se hizo famoso en Chipre como un pueblo exclusivamente productor de manzanas.

## Etimología
El nombre del pueblo se debe al hecho de que está construido en un terreno nivelado ("pedión" es el segundo componente de "oropedion", que significa meseta) aunque se encuentra en una zona montañosa. Por lo tanto, es un asentamiento que se encuentra "pera Pedion" ("pera" o "antipera", es decir, a través). El nombre de la aldea (Pedion-Pedi) revela la antigüedad del topónimo, que cronológicamente debe situarse en la época bizantina. Se cree que existió el asentamiento incluso antes del reinado franco. Estienne de Lusignan (siglo XVI) sabía de su existencia y lo menciona como el lugar de donde provenían Santa Mavris y su esposo Timotheos.

## Población
El pueblo, a lo largo de los siglos, ha pasado por muchas fluctuaciones en su población. En 1881 sus habitantes eran 182, que aumentaron a 249 en 1901, a 347 en 1921 y a 422 en 1946. Entonces al igual que otros pueblos de la región, fue golpeado por el éxodo rural y como resultado la población se redujo a 281 en 1960, a 217 en 1973 y 130 en 1982. Hoy en día las cifras de población son alentadoras, ya que con la mejora de la red de carreteras y también a través de proporcionar muchos incentivos se han construido unas 250 viviendas, haciendo subir el censo, especialmente durante la temporada de verano.

## Edificios de interés
En la histórica iglesia de Agios Nikolaos (San Nicolás), construida en 1796, se conservan dos iconos portátiles, el de la Virgen María del siglo XVI y el de San Juan Evangelista, que data de 1550. Además se conserva un cofre de madera que contiene los restos de San Espiridón, San Neófito y San Felipe.
Otra edificio importante en el pueblo es el molino tradicional de agua que estuvo en funcionamiento hasta la década de 1940 y ha sido declarado como un monumento de interés.